# Kenji Doihara
Kenji Doihara (土肥原 賢二?   8 de agosto de 1883-23 de diciembre de 1948) fue un general del Ejército Imperial Japonés durante la Segunda Guerra Mundial y contribuyó decisivamente en el planeamiento de la invasión japonesa de Manchuria. Doihara fue apodado "Lawrence de Manchuria", con una referencia al Lawrence de Arabia de Occidente.

## Biografía

### Primeros años y carrera
Doihara nació en la ciudad de Okayama en la Prefectura de Okayama. Asistió a escuelas militares preparatorias en su juventud y se graduó en la decimosexta promoción de la Academia del Ejército Imperial Japonés en 1904. Fue asignado a varios regimientos de infantería como oficial en prácticas y retornó a la escuela para graduarse en la vigesimocuarta promoción de la Universidad del Ejército de Guerra en 1912.
Luego de su graduación, fue enviado a Pekín en China como ayudante del agregado militar. Doihara podía hablar chino mandarín fluido y dominaba varios dialectos chinos también. Con sus habilidades lingüísticas y entendimiento de la historia y cultura chinas, Doihara fue pronto destinado para realizar labores de espionaje. Pasó la mayor parte del inicio de su carrera en varios puestos al norte de China, con excepción de un breve periodo entre 1921 y 1922, que pasó con las fuerzas japonesas en el este de Rusia durante la intervención siberiana.
Mientras tanto, Doihara hizo méritos para ascender en el escalafón militar y fue destinado al 2.º Regimiento de Infantería del Ejército Imperial Japonés de 1926 a 1927 y al 3.º en 1927. Ese mismo año, formó parte de una delegación oficial enviada a China y luego fue destinado a la 1.ª División de 1927 a 1928. Luego fue nombrado consejero militar del Gobierno chino hasta 1929. En 1930, fue ascendido a coronel y se encargó el mando de la 30.º Regimiento de Infantería.

### El “Lawrence de Manchuria”
El desempeño de Doihara fue reconocido y fue asignado al Estado Mayor del Ejército Imperial Japonés de 1930 a 1931, donde se le dio el encargo de comandar las operaciones de espionaje militar desde la oficina militar de Tianjin. El año siguiente fue transferido a Shenyang como director de la Agencia Especial Houten, otra oficina de espionaje bajo el control del Ejército de Kwantung donde estuvo de servicio hasta principios de 1932.
Mientras estuvo en Shenyang, Doihara junto con el coronel Itagaki Seishiro contribuyeron de manera fundamental en la ingeniería del Incidente de Mukden y (como parte de la subsecuente invasión de Manchuria) y sobornando la cooperación de los generales del Ejército del Noreste Xi Qia en Jilin, Chang Ching-hui en Harbin y Chang Hai-peng en Taonan, en el noreste de la provincia de Liaoning.
Luego, Doihara fue despachado por Itagaki a hacer regresar al exemperador Puyi de la dinastía Qing a Manchuria. El plan era pretender que Puyi había regresado para retomar su trono en respuesta a la demanda popular en Manchuria y, aunque Japón no tenía nada que ver con su regreso, no podía hacer nada para oponerse a la demanda popular. Para llevar a cabo este plan, fue necesario desembarcar a Puyi en Yingkou antes de que el puerto se congelara; por ello, era imperativo que llegara antes del 16 de noviembre de 1931. Con éxito, Doihara llevó a Puyi a Manchuria dentro de la fecha límite. Para esta operación, Doihara contó con la inestimable ayuda de la espía chino-japonesa Yoshiko Kawashima.
A inicios de 1932, Doihara fue enviado para encabezar la Agencia Especial Harbin del Ejército de Kwantung, donde inició negociaciones con el general Ma Zhanshan luego de que este hubiera sido conducido desde Qiqihar por los japoneses. La posición de Ma era ambigua: continuó las negociaciones mientras apoyaba al general Ting Chao que estaba en la base de Harbin. Cuando Doihara se dio cuenta de que sus negociaciones no llevarían a ninguna parte, solicitó al Señor de la guerra de Manchuria, Xi Qia, que avanzara con sus fuerzas para tomar Harbin en detrimento del general Ting Chao; sin embargo, el general Ting Chao pudo vencer a las fuerzas de Xi Qia y Doihara se dio cuenta de que serían necesarias tropas japonesas para tener éxito. Para justificar esta intervención, Doihara fabricó el llamado Incidente de Harbin.

### De la Invasión de China a la Segunda Guerra Mundial
De 1936 a 1937 fue el comandante de la 1.ª División de Reserva en el Japón, hasta el incidente del Puente de Marco Polo, momento en que se le dio el mando de la 14.ª División del 1.er Ejército Japonés en el norte de China. Después de la batalla de Lanfeng, Doihara es destinado al Estado Mayor como jefe de la Agencia Especial Doihara hasta 1939, cuando se le dio el mando del Quinto Ejército japonés, en Manchukuo.
En 1940 Doihara se convirtió en miembro del Consejo Supremo de Guerra, además de jefe de Aeronáutica del Ejército y el inspector general de la Aviación del Ejército, hasta 1943. El 4 de noviembre de 1941, es uno de los principales generales en el Ejército Imperial Japonés y miembro del Consejo Supremo de Guerra que votó la aprobación del ataque a Pearl Harbor. En 1943, es nombrado comandante en jefe del Ejército Oriental de Distrito. En 1944 fue nombrado Gobernador del Estado de Johor (en la Malasia ocupada) y comandante en jefe de la 7.ª Zona del Ejército japonés en Singapur, hasta 1945.
Volviendo a Japón en 1945, Doihara fue ascendido a Inspector General de Entrenamiento Militar (uno de los más prestigiosos cargos en el Ejército), y comandante en jefe de la 12.ª Región del Ejército Japonés. En el momento de la rendición de Japón en 1945, Doihara fue comandante en jefe del 1.er Ejército General.

### Posguerra y ejecución
Después de la guerra, Doihara fue detenido por las autoridades de ocupación americanas y juzgado ante el Tribunal Penal Militar Internacional para el Lejano Oriente en Tokio, por crímenes de guerra. Fue declarado culpable de los cargos 1, 27, 29, 31, 32, 35, 36, y 54 y condenado a muerte. Fue ahorcado el 23 de diciembre de 1948 en la Prisión de Sugamo.